# Pardosa tesquorumoides
Pardosa tesquorumoides este o specie de păianjeni din genul Pardosa, familia Lycosidae, descrisă de Song și Yu, 1990. Conform Catalogue of Life specia Pardosa tesquorumoides nu are subspecii cunoscute.